# Saison 4 de Star Wars Rebels
Chronologie
Saison 3
La quatrième et dernière saison de Star Wars Rebels, série d'animation en 3D américaine, est constituée de seize épisodes. Créée par Simon Kinberg, Dave Filoni et Carrie Beck, la série se déroule entre l'épisode III, La Revanche des Sith, et l'épisode IV, Un nouvel espoir, de la série de films Star Wars.
À l'instar des précédentes saisons, elle débute avec un double épisode, nommé Les Héros de Mandalore, dont la première partie a été diffusée en avant-première le 15 avril 2017 lors de la Star Wars Celebration qui s'est déroulée à Orlando. Par la suite, la diffusion débute sur Disney XD avec le double épisode, diffusé le 16 octobre 2017, et se termine avec un autre double épisode, nommé Réunion de famille, le 5 mars 2018. En France, elle a été diffusée du 3 novembre 2017 au 18 mars 2018, également sur Disney XD.

## Synopsis
Les rebelles sont sur Mandalore pour libérer le père de Sabine, c'est à partir de cet instant que tout commence, les rebelles voient des liens avec ce qui sera plus tard connu comme l'Étoile Noire. Le Grand Amiral Thrawn commence a déployer des moyens colossaux pour arrêter la rébellion. L'Empereur lui-même va être impliqué.

## Distribution

### Principaux et récurrents
| Principaux - Taylor Gray (VF : Antoni Lo Presti ; VQ : Alexandre Bacon) : Ezra Bridger - Freddie Prinze Jr. (VF : Nicolas Matthys ; VQ : Pierre-Étienne Rouillard) : Kanan Jarrus - Steve Blum (VF : Olivier Cuvellier ; VQ : Denis Roy) : Zed Orrelios - Tiya Sircar (VF : Mélanie Dermont ; VQ : Claudia-Laurie Corbeil) : Sabine Wren - Vanessa Marshall (VF : Carole Baillien ; VQ : Rose-Maïté Erkoreka) : Hera Syndulla - C1-10P « Chopper » - Dee Bradley Baker (VF : Serge Biavan) : capitaine Rex - David Oyelowo (VF : Laurent Van Wetter ; VQ : Alexandre Fortin) : Kallus - Mary Elizabeth McGlynn : gouverneur Arihnda Pryce - Lars Mikkelsen (VF : Jean-Marc Delhausse puis Pascal Racan) : Grand Amiral Thrawn - Steve Blum et Greg Weisman : les stormtroopers | Récurrents - Clancy Brown : Ryder Azadi - Keith Szarabajka (VF : Pierre Bodson ; VQ : Sylvain Hétu) : Cikatro Vizago - Warwick Davis (VF : Robert Dubois) : Rukh - Dante Basco : Jai Kell - Zachary Gordon : Mart Mattin - Genevieve O'Reilly (VF : Juliette Degenne) : Mon Mothma - Phil LaMarr (VF : Lionel Tua ; VQ : Paul Sarrasin) : Bail Organa - Ian McDiarmid (VF : Georges Claisse) : empereur Palpatine - Peter MacNicol : Tseebo - Stephen Stanton (en) (VQ : Jean-Luc Montminy) : AP-5 - Kevin McKidd : Fenn Rau (récurrence à travers les saisons) - Forest Whitaker (VF : Daniel Lobé) : Saw Gerrera (récurrence à travers les saisons) - Ashley Eckstein (VF : Olivia Luccioni ; VQ : Julie Beauchemin) : Ahsoka Tano (récurrence à travers les saisons) - Dee Bradley Baker (VF : Serge Biavan) : Wolffe et Gregor (récurrence à travers les saisons) - Jim Cummings (VF : Philippe Résimont) : Hondo Ohnaka (récurrence à travers les saisons) - Gina Torres : Ketsu Onyo (récurrence à travers les saisons) |

### Invités
- Cary-Hiroyuki Tagawa (VF : Philippe Allard) : Alrich Wren (épisodes 1 et 2)
- Ritesh Rajan : Tristan Wren (épisodes 1 et 2)
- Sharmila Devar (en) : Ursa Wren (épisodes 1 et 2)
- Katee Sackhoff (VF : Chantal Baroin) : Bo-Katan Kryze (épisodes 1 et 2)
- Andrew Kishino (en) (VF : Martin Spinhayer) : capitaine Hark (épisodes 1 et 2)
- Tobias Menzies : Tiber Saxon (épisodes 1 et 2)
- Derek Partridge (en) : commandant Brom Titus (épisode 3)
- Michael Bell : général Dodonna (épisodes 3 et 8)
- Nathan Kress : Wedge Antilles (épisode 3)
- André Sogliuzzo : capitaine Slavin (épisode 4)
- Steve Blum : Alton Kastle (épisodes 5 et 11)
- Jonny Rees : baron Valen Rudor (épisode 5)
- Josh Brener : Erskin Semaj (épisode 5)
- Mario Vernazza (VF : Erwin Grünspan) : capitaine Vult Skerris (épisodes 6 et 9)
- Seth Green : capitaine Seevor (épisode 8)
- Steve Blum : commandant Woldar (épisode 9)
- Stephen Stanton (en) (VF : Pierre Laurent ; VQ : Jean-Luc Montminy) : Grand Moff Tarkin (épisode 10)
- Malcolm McDowell : ministre Veris Hydan (épisodes 12 et 13)
- Dee Bradley Baker (VF : Philippe Allard) : Ephraim Bridger (épisode 15)
- Kath Soucie : Mira Bridger (épisode 15)

 Source et légende : version française (VF) sur AlloDoublage et version québécoise (VQ) selon le carton de doublage de la fin du générique des épisodes.

## Production
Le 3 mars 2017, Lucasfilm annonce une quatrième saison, déjà en production, pour un lancement prévu à l'automne 2017. Le 15 avril 2017, Dave Filoni, co-créateur, annonce lors de la Star Wars Celebration que cette saison sera la dernière. La décision de terminer Rebels avec cette saison provient de Filoni. Ce dernier explique qu'il sait « à quoi cela ressemble quand je ne parviens pas à mettre fin à une série », se référant à Star Wars: The Clone Wars qui fut arrêtée avant la fin. Filoni décrit cette saison comme « différente. Un peu sombre. Un peu amusante ». La première partie du double épisode, intitulé Les Héros de Mandalore, fut diffusée lors de la Celebration. L'épisode permet le retour de Bo-Katan Kryze, un personnage apparu dans The Clone Wars.

## Liste des épisodes

### Épisode 1:Les Héros de Mandalore, première partie
- États-Unis : 16 octobre 2017 sur Disney XD[9]
- France :
  - 3 novembre 2017 sur Disney XD
  - 27 mai 2018 sur France 4

Sur Mandalore, Sabine, Ezra, Kanan, Fenn Rau, Chopper et les membres du clan Wren se lancent à l'assaut d'une prison de haute sécurité de Mandalore. L'assaut se déroule d'abord correctement jusqu'à ce que les impériaux renforcent la position avec deux MD-TT et assomment Sabine, demandant au reste des assaillants de se rendre. C'est alors que des mandaloriens, que Rau reconnait comme appartenant au clan Kryze, sauvent les rebelles.
Une fois les impériaux en déroute, les rebelles rencontrent la leader qui vient de les sauver : Bo-Katan Kryze, sœur de la défunte duchesse Satine et héritière légitime du trône de Mandalore. Elle explique qu'à l'avènement de l'Empire, elle refusa l'invasion impériale et fut trahie par le clan Saxon. Sabine tente de lui donner le Sabre Noir mais elle refuse. Par ailleurs, Ursa et Tristan Wren arrivent et annoncent que le père de Sabine se trouve dans un convoi le menant à Sundari, la capitale, pour une exécution publique.
Tandis qu'Ursa, Tristan et les membres du clan Wren font diversion avec les forces impériales, Kanan fait un rapport à Hera alors que Ezra, Sabine, Rau et Bo-Katan préparent l'attaque du convoi, lourdement protégé. Chopper brouille les transmissions et les mandaloriens et Kanan occupent les impériaux, permettant à Ezra d'investir le transport et de libérer le père de Sabine, Alrich Wren.

### Épisode 2:Les Héros de Mandalore, deuxième partie
- États-Unis : 16 octobre 2017 sur Disney XD[9]
- France :
  - 3 novembre 2017 sur Disney XD
  - 27 mai 2018 sur France 4

Sabine est attristée par le massacre que l'Empire vient de commettre, pensant que sa mère et son frère sont morts. C'est alors que Tristan et Ursa apparaissent, s'étant mis hors de portée de l'arme. Les retrouvailles sont de courtes durées car une escouade de Rocket Troopers arrive pour achever le travail.
Le groupe de rebelles réussit à quitter les lieux grâce à un vaisseau du clan Kryze, pourchassé par des chasseurs TIE. Tandis que Sabine répare les dégâts de la poursuite, Ezra et Bo-Katan neutralisent les chasseurs impériaux. Une fois le calme revenu, Bo-Katan menace Sabine, lui reprochant d'avoir créé l'arme à énergie. Sabine calme Bo-Katan en lui expliquant qu'elle était jeune et qu'elle a détruit son prototype dès qu'elle a connu les agissements de l'Empire. Le vaisseau se pose dans un camp mandalorien où les guerriers accusent la jeune rebelle de trahison. Bo-Katan prend la défense de Sabine et calme les guerriers, leur faisant comprendre qu'ils ont besoin d'elle pour détruire l'arme. Sur un Destroyer impérial en poste à Sundari, Tiber Saxon montre les performances de l'arme à énergie au Grand Amiral Thrawn. Tiber lui explique que l'arme lance des éclairs qui calcinent quiconque portant une armure mandalorienne, tout en épargnant les rangs de Stormtroopers. Thrawn constate cependant que l'arme, bien que prometteuse, n'est pas pleinement opérationnelle et qu'il a donc besoin de capturer Sabine Wren. Pendant ce temps, les rebelles mettent en place un plan pour détruire l'arme.
Les rebelles approchent du Destroyer de Saxon en jetpack. Tandis que Rau, Tristan et les autres guerriers font diversion dans le hangar, Chopper, Kanan et Ezra se rendent au terminal de données pour effacer les plans de l'arme. Sabine et Bo-Katan se dirigent quant à eux vers la passerelle de commandement du hangar pour détruire le noyau d'énergie. Mais les mandaloriennes sont neutralisées par Tiber, qui souhaite que Sabine augmente l'efficacité de l'arme. Après avoir été torturée par les éclairs de l'arme, Sabine améliore l'arme. Mais en réalité, en plus d'être pleinement opérationnelle, l'arme ne cible maintenant que les impériaux. Sabine, enragée, torture Saxon mais Bo-Katan la ramène à la raison, lui expliquant que ce n'est pas la voie du mandalorien. La jeune rebelle endommage donc le noyau avec le Sabre Noir.

### Épisode 3:Au nom de la rébellion, première partie
- États-Unis : 23 octobre 2017 sur Disney XD[9]
- France :
  - 10 novembre 2017 sur Disney XD
  - 27 mai 2018 sur France 4

- États-Unis : 260 000 téléspectateurs[10] (première diffusion)

De retour de la planète Mandalore, Kanan, Ezra, Sabine et Chopper sont accueillis par Zed à la base rebelle sur Yavin IV. Le Lasat en profite pour leur faire visiter les lieux quand une alarme retentit : une escadrille de Y-wings commandée par Hera arrive et demande un atterrissage d'urgence. Les pilotes réussissent à se poser non sans mal.
L'équipage du Ghost est de nouveau réuni tandis que Kallus vient les prévenir d'une réunion ordonnée par Mon Mothma. En effet, la mission de Hera a été contrée par un nouveau réseau de communications dont l'antenne se trouve dans le système Jalindi. Kallus propose de placer un mouchard directement sur l'antenne afin de pouvoir espionner les communications impériales et d'anticiper leurs réactions. Alors que la réunion est finie, Ezra demande à la sénatrice où en est la situation du soutien à la planète Lothal. Mon Mothma lui explique que de nombreuses planètes sont sous le joug impérial et qu'il faut parfois faire des choix difficiles. Le soir, alors que les Jedi méditent et que les rebelles se préparent, un droïde diffuse un message de Saw Gerrera les incitant à des actions plus violentes. Saw se heurte ensuite à Mon Mothma qui perd son calme face à la haine de son rival.
Le Ghost se rend ensuite sur Jalindi, où Sabine, Ezra et Chopper sautent sur la parabole en jetpack afin de ne pas être repérés par les impériaux. Une fois sur place, Chopper introduit le mouchard. Cependant, un croiseur léger impérial approche de l'antenne et tente de la contacter. Ezra ruse en se faisant passer pour Brom Titus mais le capitaine du croiseur léger est justement Brom Titus.

### Épisode 4:Au nom de la rébellion, deuxième partie
- États-Unis : 23 octobre 2017 sur Disney XD[9]
- France :
  - 10 novembre 2017 sur Disney XD
  - 27 mai 2018 sur France 4

- États-Unis : 248 000 téléspectateurs[10] (première diffusion)

À bord du U-wing, Saw propose à Ezra, Chopper et Sabine de l'aider pour une mission risquée. Le rebelle aurait obtenu des informations concernant une cargaison impériale secrète sur la station commerciale de Faos qui est sur le point d'être embarquée sur un convoi civil. Ezra et Sabine acceptent d'aider Saw à s'infiltrer.
Arrivés à la station commerciale, Saw, Ezra et Sabine se cachent dans un conteneur que Chopper, maquillé en droïde de maintenance, fait monter à bord du transporteur civil. Edrio Deux Tubes, toujours aux commandes du U-wing, suit le cargo à distance. Une fois sortis de leur cachette, le jeune Jedi est le seul à entendre un chant. La soute est remplie de matériaux de construction pour la Marine Impériale. Saw décide donc de fouiller les autres soutes. En trouvant le manifeste du cargo, Chopper découvre une navette en soute 12 et que la soute 17 est interdite. Les rebelles se rendent sur place et découvrent des prisonniers qui sont des ingénieurs que l'Empire souhaite utiliser pour un projet secret. Ils mentionnent une cargaison en provenance du système Jedha. Sabine ordonne à Chopper d'évacuer les prisonniers par les capsules de sauvetage tandis que Saw veut continuer les recherches.
Alors que les rebelles partent vers la salle des machines pour saboter le réacteur d'hyperespace, Ezra entend à nouveau le chant, venant d'une soute. En ouvrant la porte, ils tombent nez-à-nez avec une escouade de Death Troopers. Les rebelles réussissent à mettre en déroute les Death Troopers et découvrent un caisson qui s'ouvre, endommagé par un tir de blaster. Ezra reconnait alors son contenu : un énorme cristal Kyber. Saw en conclu que l'Empire veut tirer l'énergie du cristal pour fabriquer une super-arme. Ezra et Sabine demandent à Saw de surveiller le cristal tandis qu'ils sabotent l'hyperpropulseur. Mais Saw les assomme. Pendant ce temps, la commandante des Death Troopers alerte l'Empire de la présence des rebelles et demande le verrouillage du vaisseau.

### Épisode 5:L'Occupation
- États-Unis : 30 octobre 2017 sur Disney XD[9]
- France :
  - 17 novembre 2017 sur Disney XD
  - 2 juin 2018 sur France 4

- États-Unis : 203 000 téléspectateurs[11] (première diffusion)

Une vision du vieux Jho et de Ryder Azadi ayant des problèmes sur Lothal redouble l'impatience d'Ezra à retourner sur sa planète natale. Heureusement, Mon Mothma a reçu un message de Lothal prévenant du développement de nouveaux TIE Defenders, un projet qui la préoccupe particulièrement depuis l'épisode dans la Nébuleuse Archeon. Elle décide donc d'y envoyer l'équipage du Ghost.
Pour passer le blocus de Lothal, Ezra a fait appel à Cikatro Vizago en échange de quelques cochon-globes. Arrivés en orbite, les rebelles aperçoivent les dégâts impériaux sur la planète, Vizago prévient alors Ezra que Lothal ne ressemble plus à ce qu'il a connu. Après s'être posé sur une planète étouffée par de gigantesques feux de prairie, le vaisseau du contrebandier doit subir une inspection générale de la part de la sécurité impériale. Ezra a alors l'idée de lâcher les cochon-globes sur les stormtroopers pour les distraire et pouvoir quitter le cargo sans que les rebelles soient découverts. Cikatro, lui, reste aux mains des impériaux.
Dans une ville de Lothal sous couvre-feu et très surveillée, Ezra et Sabine pensent trouver refuge dans le bar du vieux Jho. Mais en y entrant ils découvrent que la cantina est devenue une place forte des impériaux, elle est en réalité gérée par Valen Rudor depuis l'arrestation et l’exécution du vieux Jho pour complicité avec la rébellion. Alors qu'ils s’apprêtent à quitter les lieux sous le regard suspect de Rudor, Jai Kell les reconnaît et les aide à ne pas se faire arrêter.
Au même moment, Kanan profite d'un moment d'intimité avec Hera pour lui confesser qu'il regrette de ne plus pouvoir admirer le visage de la Twi'lek. Il s'apprête alors à l'embrasser mais Zed les interrompt pour les informer qu'il a trouvé un moyen de transport pour rejoindre Ryder. Les trois rebelles retrouvent ensuite Ezra et Sabine, mais ils sont repérés par les impériaux et Jai doit les guider vers les égouts de la ville.
Les rebelles sont alors poursuivis par des droïdes sonde et, face aux difficultés qui s'accumulent, Ezra perd tout espoir pour ses coéquipiers et pour sa planète ravagée par l'Empire. Ils parviennent cependant à quitter les égouts grâce au symbole rebelle imaginé par Sabine qui est dessiné dans les tunnels pour indiquer une sortie hors de la ville.

### Épisode 6:Le Vol duDefender
- États-Unis : 30 octobre 2017 sur Disney XD[9]
- France :
  - 17 novembre 2017 sur Disney XD
  - 2 juin 2018 sur France 4

- États-Unis : 185 000 téléspectateurs[11] (première diffusion)

La cellule rebelle de Lothal est en mission de reconnaissance, Hera et Kanan surveillent l'usine impériale tandis que les autres espionnent les nouveaux TIE Defenders, plus puissants et mieux armés que ceux de la version précédente.
Sabine ne veut pas se contenter d'une simple vidéo du chasseur impérial, elle propose pour mieux comprendre les nouvelles aptitudes du vaisseau de voler l'enregistreur de données du TIE que Vult Skerris vient de faire atterrir sur la base impériale. Ezra l'accompagne donc pour s'infiltrer dans la base pendant que Zed et Ryder restent en retrait.
Alors que Sabine s'est introduite dans le TIE Defender, un vaisseau impérial atterrit, ce sont l'amiral Thrawn et la gouverneure Pryce qui sont venus assister à une présentation du nouveau Defender. La situation semble désespérée pour Sabine prise au piège, Ezra a alors une connexion via la Force avec un loth-loup mais il se fait repérer. Toute la base se met à sa poursuite sous le regard de Thrawn qui a reconnu le jeune Jedi, Sabine est donc obligée de prendre les commandes du TIE pour récupérer Ezra et s'enfuir.
Thrawn veut profiter du vol du Defender pour tester ses aptitudes en vol, il envoie les hommes de Skerris poursuivre Sabine et Ezra et demande à Pryce de ne pas activer le dispositif d’arrêt d'urgence du vaisseau dérobé. En vol, Sabine découvre que le nouveau modèle de TIE comporte un hyperpropulseur, une pièce qui peut se révéler essentielle pour la cellule rebelle de Lothal.
Après une course-poursuite contre les impériaux qui a permis de confirmer à Thrawn la supériorité du nouveau chasseur, Sabine arrive finalement à débrancher en un temps record le transpondeur du TIE, ce qui permet à l'amiral de deviner que la personne accompagnant Ezra est la Mandalorienne. Le dispositif d’arrêt d’urgence est alors activé par Pryce mais les deux rebelles parviennent tout de même à se poser sans trop de dégâts.
Si le vaisseau est devenu inutilisable, Sabine et Ezra prennent tout de même avec eux l'hyperpropulseur et l'enregistreur de données pour le cacher dans une grotte indiquée par un loth-chat. Pryce se met ensuite à leur poursuite et les deux rebelles doivent se cacher, c'est alors qu'un loth-loup apparaît et, après avoir endormi Sabine, les fait monter sur son dos pour quitter la zone de recherche.

### Épisode 7:L'Âme-sœur
- États-Unis : 6 novembre 2017 sur Disney XD[9]
- France :
  - 24 novembre 2017 sur Disney XD
  - 2 juin 2018 sur France 4

- États-Unis : 260 000 téléspectateurs[12] (première diffusion)

Alors que Kanan médite sur sa présence sur Lothal, Ezra, Zed et Jay Kell sont partis récupérer l'hyperpropulseur du TIE Defender qu'ils ont réussi à voler.
La gouverneure Pryce et ses hommes sont également dans le secteur à la recherche des rebelles et de l'enregistreur de données du TIE. Thrawn devine que si les données du vaisseau prototype sont transmises aux chefs de la Rébellion, ces derniers y découvriront des points faibles. Il décide donc d'envoyer en renfort son agent Rukh.
Alors qu'Ezra et ses deux compagnons s'apprêtent à quitter les lieux avec l'hyperpropulseur et l'enregistreur de données, le noghri les repère à l'odorat et se met à leur chasse. Zed parvient à s'enfuir avec l'hyperpropulseur mais les deux autres ont du mal à semer Rukh.
Alors que Kanan et Hera discutent sur leur avenir en commun après la chute de l'Empire, ils sont interrompus par l'arrivée de Zed puis d'Ezra et Jay qui les préviennent de l'existence d'un nouvel ennemi. Ce dernier a réussi à repérer le camp rebelle et a communiqué à Pryce leur position.
Sabine se charge de monter l'hyperpropulseur sur le U-wing de Ryder et c'est Hera qui se donne pour mission de quitter la planète pour transmettre l'enregistreur de données à la Rébellion. Elle quitte la base rebelle en embrassant Kanan puis affronte le blocus de la planète avant de sauter en hyperespace.
Les impériaux menés par Pryce attaquent la cellule rebelle qui se retrouve très vite dépassée. Mais des loth-loups apparaissent et montrent à Ezra un passage à travers les montagnes. Les loups, très attentifs à la sécurité de Kanan, pénètrent dans une grotte décorée de peintures rupestres représentant des loth-loups suivis d'humains, ils se dirigent alors vers une lumière bleue éblouissante qui donne une impression de marcher dans l'espace.
Les rebelles se réveillent dans une grotte de l'autre côté de la planète sans comprendre comment ils y sont parvenus. Dans la grotte, qui ressemble à l'ancien temple Jedi de Lothal, des peintures représentent des Jedi venus du ciel. Devant tant d'incompréhension, l'un des loups finit par prononcer le mot « Dume ». Kanan explique alors à Ezra la signification de celui-ci, Caleb Dume est son véritable nom.

### Épisode 8:Réquisition de chenille
- États-Unis : 6 novembre 2017 sur Disney XD[9]
- France :
  - 24 novembre 2017 sur Disney XD
  - 2 juin 2018 sur France 4

- États-Unis : 267 000 téléspectateurs[12] (première diffusion)

Dans leur nouvelle base troglodyte, la cellule rebelle de Lothal tente sans succès de communiquer avec Yavin IV pour les informer d'une nouvelle menace impériale. Le vieux poste de radio qu'utilise Sabine capte cependant un signal proche de la base.
Les rebelles découvrent une des nombreuses chenilles d'extraction brûlant les prairies de Lothal pour trouver du minerais brute utile à l'industrie impériale. Ils décident alors de s'infiltrer dans l'engin pour utiliser son antenne longue-distance et entrer en contact avec le haut-commandement rebelle.
Sabine neutralise les droïdes de sécurité de la Guilde des Mineurs pendant que les autre accèdent au poste de commandement. Ils y capturent le pilote Seevor mais celui-ci parvient à enclencher l'alarme d'urgence. Ezra tente alors de calmer les contrôleurs de la guilde qui ont repéré l'alarme mais, méfiants, ils décident tout de même d'envoyer une équipe de vérification.
En inspectant l'arrière du véhicule, Kanan et Zed découvrent des esclaves, dont Cikatro Vizago qui a été livré à la guilde après avoir aidé l'équipage du Ghost à passer le blocus de Lothal. Ils sont surveillés par leur contremaître qui parvient à capturer Kanan grâce à son lasso électrique. Une lutte acharnée s'engage alors avec Zed qui finit par le jeter dans le vide.
Sur Yavin IV, Hera tente de convaincre Mon Mothma, Bail Organa et Jan Dondonna de la renvoyer sur Lothal avec des troupes pour stopper la production du nouveau TIE Defender. Mais ces derniers refusent car ils ont appris que l'Empire avait ordonné l'évacuation immédiate de tout son personnel sur Lothal.
Plus tard, des stormtroopers viennent inspecter la chenille d'extraction à la suite de l'alarme enclenchée par Seevor. Vizago se fait alors passer pour le capitaine de l'engin et Zed le contremaître pour les convaincre de repartir. Mais Seevor en a profité pour s'enfuir et couper tout le système de communication du véhicule. Ezra tente de rétablir le courant mais le trandoshan l'affronte dans un rude combat qui se termine par la chute de Seevor dans la fonderie de l'engin.
Définitivement libérés et hors de danger, tous les esclaves décident de rejoindre la cellule rebelle et Vizago prend le commandement de la chenille d'extraction au service des rebelles.

### Épisode 9:L'Assaut des Rebelles
- États-Unis : 13 novembre 2017 sur Disney XD[9]
- France :
  - 24 novembre 2017 sur Disney XD
  - 2 juin 2018 sur France 4

- États-Unis : 279 000 téléspectateurs[15] (première diffusion)

Hera est de retour sur Lothal et elle est accompagnée de tout un escadron de X-wings et de Y-wings. L'amiral Thrawn devine que l'objectif des rebelles est l'usine des TIE Defenders et ordonne à Vult Skerris de les empêcher d'approcher de la surface de la planète.
Sur Lothal, la cellule rebelle piège avec succès les tours de défense anti-aérienne, ce qui inquiète la gouverneure Pryce chargée de la défense au sol de la planète, mais Thrawn fait entièrement confiance à son blocus et à sa stratégie.
En orbite, Skerris a pris en chasse Hera qui se dirige tout droit vers le Destroyer Stellaire de Thrawn. L'amiral, sentant un piège, ordonne au pilote impérial d'abandonner la poursuite mais ce-dernier refuse d'obéir à son supérieur. Le Chimera est obligé de tirer sur la rebelle, le X-wing et le TIE Defender sont alors tous les deux touchés par le Destroyer et perdent leurs boucliers. Le combat continue néanmoins et c'est finalement Hera qui parvient à descendre le chasseur impérial. Vult Skerris s'écrase contre un croiseur impérial qui se met à dériver jusqu'à toucher un Destroyer. C'est la parfaite ouverture pour les vaisseaux rebelles qui se précipitent vers l'atmosphère de Lothal.
La seconde vague de TIE prévue par Thrawn intercepte cependant les rebelles et, sous le regard impuissant d'Ezra et de ses compagnons, tout l’escadron est finalement abattu avant qu'il ne puisse atteindre l'usine impériale. Alors que Kanan décide de partir seul à la recherche de Hera, l'amiral ordonne à Rukh de vérifier s'il y a des survivants rebelles et de capturer la Twi'lek.
Dans les rues de Capital City, Hera parvient à sauver Mart Matin des stormtroopers mais les deux pilotes de X-wings sont attaqués par Rukh avant qu'ils ne puissent envoyer un message de détresse à Kanan. Les deux rebelles tentent d'accéder aux égouts pour sortir de la ville via les souterrains mais Rukh s'interpose et, face aux renforts impériaux, Hera ordonne à Mart de quitter la ville sans elle.

### Épisode 10:Mission de sauvetage
- États-Unis : 19 février 2018 sur Disney XD[9]
- France :
  - 4 mars 2018 sur Disney XD
  - 2 juin 2018 sur France 4

- États-Unis : 338 000 téléspectateurs[17] (première diffusion)

Après une séance de méditation avec un loth-loup comme compagnon, Kanan décide de donner à Ezra le commandement de la mission de sauvetage de Hera. Il pense que ses sentiments envers la pilote embrument son jugement et qu'il risquerait de prendre de mauvaises décisions.
A Capital City, la gouverneure Pryce torture par plaisir Hera avant que Thrawn ne l’interrompt pour interroger la Twi'lek sur le Kalikori du Clan Syndulla récupéré sur Ryloth. Il a bien deviné que l'objet représentait les différents individus ayant de l'importance pour Hera, en particulier son frère mort très jeune, mais la pilote refuse de lui donner plus de détails car elle compte bien récupérer l'objet.
Plus tard, à la suite d'un appel du Moff Tarkin lui expliquant que le projet des TIE Defenders est en concurrence avec d'autres projets militaires, dont celui d'Orson Callan Krennic, l'amiral Thrawn décide de quitter Lothal pour plaider son dossier devant l'Empereur.
Alors que la cellule rebelle se prépare pour la mission d'infiltration afin de sauver Hera, Kanan se coupe les cheveux, se rase la barbe et abandonne le masque cachant ses yeux. La mission consiste à se faire passer pour des loth-chauve-souris afin d'entrer par les airs dans le complexe militaire de la capitale, puis d'escalader l'édifice pour que Kanan retrouve Hera dans le bureau de Pryce pendant qu'Ezra et Sabine cherchent un vaisseau pour s'échapper.
Kanan attend que la gouverneure quitte son bureau pour éliminer les deux stormtroopers gardant Hera et le droïde d'interrogatoire IT-0. Une fois la Twi'lek libre, il en profite pour lui remettre son Kalikori laissé par Thrawn et qu'il a retrouvé par hasard en chemin. Pryce fait alors sonner l'alarme sur la base militaire et Rukh part chasser le Jedi et sa compagne avant qu'ils ne s'échappent définitivement. Dans la confusion de l'alerte générale, Ezra et Sabine volent un vaisseau impérial et partent à la recherche de leurs compagnons.
Poursuivis par le noghri, Hera et Kanan sont obligés de se diriger vers l’entrepôt de carburant et donnent rendez-vous aux deux autres rebelles sur la cuve centrale. Hera profite finalement d'un petit moment de répit seul à seul avec Kanan pour lui déclarer son amour et l'embrasser. Mais alors que Sabine et Ezra s'approchent de l’entrepôt pour les récupérer, Pryce ordonne à ses TB-TT de tirer sur les cuves pour éliminer définitivement ses ennemis rebelles.
Les réservoirs explosent mais Kanan parvient à retenir les flammes grâce à la Force, il repousse alors la Twi'lek vers le vaisseau des rebelles et fait tout pour les protéger de l'explosion en éloignant le véhicule volé le plus loin possible.

### Épisode 11:Les Loups
- États-Unis : 19 février 2018 sur Disney XD[9]
- France :
  - 4 mars 2018 sur Disney XD
  - 3 juin 2018 sur France 4

- États-Unis : 352 000 téléspectateurs[17] (première diffusion)

Le Jedi est mort ! Mais au prix de la destruction de toute la réserve de carburant et donc de l'arrêt de la production des TIE Defenders. Un défilé militaire est tout de même organisé par la gouverneure Pryce pour célébrer cette victoire.
Les rebelles sont eux dévastés, Ezra se réfugie dans les bras de Zed et Chopper réconforte Hera. Sabine, pleine de rage, décide finalement de retourner à Capital City avec le Lasat pour se venger.
Thrawn est, lui, furieux contre Pryce. Certes, Kanan est mort mais le projet des TIE Defenders est en grand danger, c'est une victoire importante pour la cellule rebelle malgré le sacrifice du Jedi. Il prévient également Rukh que le désespoir va amener les rebelles à des attaques désespérées.
Sabine et Zed décident finalement de s'en prendre au noghri et lui tendent un piège. Durant leur affrontement Rukh utilise une technologie pour se rendre invisible, mais Sabine arrive tout de même à poser de la peinture sur lui pour pouvoir le repérer. Zed se laisse alors emporter par la colère et s'acharne sur son ennemi au point de presque le tuer. Sabine parvient à l'en empêcher et décide plutôt de ridiculiser le noghri en le peignant de toutes les couleurs avant de le renvoyer à la base impériale.
Laissé tout seul, Ezra se retrouve pourchassé par les loth-loups et s'enfonce dans les grandes prairies. Il rencontre finalement un immense loth-loup blanc aux yeux bleus se prénommant Dume, comme Kanan. Ce dernier le convainc de continuer la lutte pour sauver Lothal et lui remet une tablette du temple Jedi sur laquelle trois mains sont dessinées. Dume donne pour mission à Ezra de protéger le temple ainsi que les secrets et le savoir qu'il renferme, le Jedi pourra alors restaurer le passé et racheter l'avenir.

### Épisode 12:Les Loups et le passage
- États-Unis : 26 février 2018 sur Disney XD[9]
- France :
  - 11 mars 2018 sur Disney XD
  - 3 juin 2018 sur France 4

- États-Unis : 280 000 téléspectateurs[19] (première diffusion)

Ezra et ses amis rejoignent l'ancien temple Jedi avec la tablette donnée par Dume afin de protéger Lothal des prochaines atrocités de l'Empire.
Une fois sur place, les rebelles découvrent que les impériaux sont déjà sur les lieux et ont commencé à forcer les portes du temple et à collecter les objets d'art Jedi. Ezra et Sabine se déguisent en scout troopers pour approcher les découvertes archéologiques, mais le responsable du chantier les surprend et leur demande de s'éloigner car ils risqueraient d'effacer des indices amenant à un passage secret.
Sur demande de Sabine, Chopper parvient à intercepter une communication entre le responsable, le ministre Veris Hydan, et l'Empereur. Il l'informe que pour l'instant sa plus importante découverte est l'existence d'un lien entre le temple de Lothal et les trois Dieux du monastère de Mortis. Palpatine pense que le pouvoir enfermé dans le temple est une sorte de canal entre les morts et les vivants. Il est pressé de découvrir les secrets du temple de Lothal car il sent une menace ennemie arrivée, il est également troublé par une perturbation de la Force sur Lothal depuis la mort de Kanan.
Sabine et Ezra découvrent ensuite une grande fresque sur laquelle travaille Hydan, elle représente la Famille de Mortis avec à leurs pieds des loth-loups et un convor sur l'épaule de la Fille. Les deux rebelles remarquent également que les mains de chaque personnage sont identiques aux trois mains de la tablette d'Ezra. Sabine finit par conclure que la fresque représente une carte stellaire composée de routes et de portails.
Grâce aux indications de la mandalorienne, le jeune Jedi utilise la Force pour modifier les mains de la Fille et ainsi réaligner correctement la carte stellaire. La peinture s'anime et la Fille montre une direction à suivre, les loups quittent alors la fresque pour former un cercle sur un autre mur.

### Épisode 13:À la croisée des mondes
- États-Unis : 26 février 2018 sur Disney XD[9]
- France :
  - 11 mars 2018 sur Disney XD
  - 3 juin 2018 sur France 4

- États-Unis : 248 000 téléspectateurs[19] (première diffusion)

Ezra a trouvé le passage secret du temple de Lothal. Il se retrouve comme suspendu dans l'espace, entre plusieurs portails reliés par des chemins, des voix provenant du passé comme du futur lui parlent de la Force.
Au même moment, Sabine est interrogée par Veris Hydan pour savoir comment les deux rebelles ont pu ouvrir la porte secrète du temple. Il explique à la Mandalorienne que l'Empereur va bientôt rejoindre Ezra car le portail est un passage entre l'espace et le temps qui permet de contrôler tout l'univers. Elle finit par accepter de collaborer avec le ministre afin de mieux comprendre la peinture murale. Ensemble ils devinent que si les loth-loups sont les gardiens du passage secret et la Fille celle qui l'ouvre, alors le Fils est celui qui referme le portail.
Ezra trouve finalement une porte sur laquelle est posée Morai, le convor d'Ahsoka Tano. Le portail s'ouvre alors et le jeune Jedi est à nouveau témoin du combat final entre l'ancienne Padawan et Dark Vador dans le temple Sith de Malachor. Lorsque Vador s'apprête à donner le coup fatal, Ezra, paniqué, se penche à travers la porte pour agripper Ahsoka par l'épaule et l’amener vers lui. Il la sauve ainsi d'une mort certaine en ayant modifié le passé.
Ezra tente d'expliquer à une Ahsoka déboussolée ce qu'il s'est passé. Elle comprend qu'ils se trouvent dans une sorte de monde entre les mondes, elle explique également à Ezra que Dume doit être l'expression de la volonté de Kanan qui, depuis sa mort, fait partie de la Force cosmique.
Ezra croit donc que son maître l'a envoyé dans le monde entre les mondes pour le sauver de la mort. Il se met alors à la recherche d'un portail qui pourrait le relier à l’entrepôt de carburant de Capital City. Il le trouve finalement mais Ahsoka parvient à le convaincre que sauver Kanan annulerait son sacrifice et tuerait les trois rebelles se trouvant dans le vaisseau volé. Ezra comprend qu'il ne peut modifier le passé selon sa volonté, Kanan doit mourir et il doit également accepter qu'il ne reverra jamais ses parents.
Soudain, Dark Sidious apparaît à travers le portail, il se réjouit d'avoir enfin Ahsoka et Ezra à sa portée et lance une formule Sith pour envoyer des flammes bleues vers eux. L'une d'elles attrape Ezra par le pied pour l'attirer vers l'Empereur et permettre à celui-ci de pouvoir traverser son portail. Heureusement, Ahsoka coupe la flamme avec son sabre-laser avant que Sidious ne puisse avancer plus que son avant-bras dans le monde entre les mondes.
Ahsoka retourne finalement vers le portail de Malachor et Ezra se dirige vers celui de Lothal. Avant de se quitter, Ezra demande à la Togruta de le rejoindre sur Lothal une fois qu'elle sera ressortie du temple Sith.
Entre-temps, Hera et Zed ont pu s'infiltrer dans le camp impérial et Sabine a été libérée, les trois rebelles protègent le portail des stormtroopers en attendant le retour d'Ezra. Une fois revenu sur Lothal, Ezra active la peinture du Fils sous les conseils de Sabine pour fermer derrière lui le passage secret.
- Dans le Monde vide, on peut entendre des citations de nombreux personnages issus de Rebels (Kanan, Ahsoka...), mais aussi de The Clone Wars (Anakin, le Père...), la Prélogie (Obi-Wan, Maître Yoda), la Trilogie Originale (Leïa, Dark Vador...), Rogue One (Chirrut, Jyn...) et le Réveil de la Force (Kylo Ren, Rey...).

### Épisode 14:Le Dernier espoir
- États-Unis : 5 mars 2018 sur Disney XD[9]
- France :
  - 18 mars 2018 sur Disney XD
  - 3 juin 2018 sur France 4

- États-Unis : 516 000 téléspectateurs[20] (première diffusion)

Hera, Rex et Kallus rejoignent la base Joopa de Seelos pour demander aux deux clones Gregor et Wolffe, aux pirates Hondo Ohnaka et Melch et à l'ancienne chasseuse de prime Ketsu Onyo d'aider Ezra à libérer sa planète natale.
Sur Lothal, la vision d'un prochain retour de Thrawn trouble fortement Ezra, il pense qu'il est impératif de frapper immédiatement l'Empire. Mais Ryder Azadi est catégorique, la cellule rebelle est bien trop faible pour reprendre la planète aux impériaux, il ne veut absolument pas se jeter dans la gueule du loup.
La gouverneure Pryce est également très inquiète du retour de Thrawn, son échec à protéger l'usine impériale l'oblige à capturer rapidement des rebelles pour sauver sa tête. Heureusement, elle reçoit une communication de Ryder qui ne veut pas mourir dans la prochaine mission suicide rebelle, il lui propose donc de lui livrer Ezra et Hera en échange de son amnistie.
Grâce aux informations de Ryder, le camp rebelle est attaqué par surprise par Pryce et ses jump troopers. Les rebelles se défendent tant bien que mal jusqu'à ce qu'ils soient pris de revers par une section de stormtroopers menée par Rukh. La petite cellule rebelle est rapidement débordée, les impériaux parviennent finalement à détruire l’ancienne chenille d'extraction de la Guilde des mineurs puis encerclent les deniers rebelles.
Au même moment, le Ghost parvient à passer le blocus grâce à une technique de Hondo consistant à s'arrimer discrètement à un cargo impérial pour ne pas être repéré. Ils entrent ensuite sans problème dans l'atmosphère de Lothal pour rejoindre le camp rebelle.
Alors que la gouverneur Pryce savoure sa victoire et félicite Ryder pour sa trahison, celui-ci lui fait comprendre que le plan rebelle a toujours été de l'attirer dans leur base pour la piéger. C'est à ce moment que le Ghost apparaît et attaque par surprise, les rebelles se réfugient alors dans une grotte et laissent Ezra en finir avec les impériaux. Les loth-loups interviennent également et leur brutale attaque contre ceux qui menacent leur planète est décisive pour la victoire rebelle.

### Épisode 15:Réunion de famille
- États-Unis : 5 mars 2018 sur Disney XD[9]
- France :
  - 18 mars 2018 sur Disney XD
  - 3 juin 2018 sur France 4

- États-Unis : 463 000 téléspectateurs[20] (première diffusion)

Avant la bataille finale, Ezra s'isole des autres rebelles pour réfléchir et se souvenir de ses parents.
Pour s'infiltrer dans Capital City, les rebelles se font passer pour des prisonniers capturés par la gouverneure. Une fois atterris sur la base impériale, ils attaquent par surprise les impériaux et parviennent jusqu'au centre de commandement. Kallus active ensuite le protocole 13 qui ordonne le rassemblement immédiat des forces impériales pour une évacuation totale de la planète.
Sur la base rebelle, Mart Mattin, Cikatro Vizago et Wolffe sont attaqués par Rukh qui les neutralise rapidement. Le noghri avertit ensuite Thrawn de l'attaque rebelle sur la base impériale et l'amiral lui ordonne de retourner immédiatement à la capitale pour désactiver le générateur de bouclier puis d'attendre son retour sur la planète.
Une fois tous les impériaux de retour à leur base, Hera lance le cycle de décollage du complexe militaire et Sabine en active son auto-destruction. Mais le Chimera apparaît au-dessus de Capital City et les rebelles doivent repenser leur plan. En communication avec Thrawn, Ezra menace de faire exploser tout le complexe militaire pour débarrasser définitivement sa planète des impériaux. Mais, peu impressionné, l'amiral lui demande sa reddition sinon il bombardera Capital City. Face à cette menace, Rex tente d'activer le bouclier planétaire pour protéger les civils, mais Rukh s'est infiltré dans la base et a réussi à désactiver le générateur.
Pour démontrer sa détermination Thrawn lance une première salve sur la capitale, ce qui oblige Ezra à lui annoncer qu'il accepte de se constituer prisonnier. Alors que Hera et toute l'équipe tente de trouver un autre moyen que la reddition d'Ezra pour sauver la planète, celui-ci s'esquive grâce à Chopper et Sabine et rejoint le Chimera. La mandalorienne conseille alors à Hera d'accepter le choix du jeune Jedi et de se concentrer sur la reprise du générateur.
En discussion avec Ezra, Thrawn lui explique qu'il avait bien deviné que, comme le veut la tradition Jedi, il choisirait le choix moralement acceptable plutôt que le choix stratégiquement efficace. L'amiral l'informe également qu'il va devoir détruire toute la planète mais qu'il a tout de même réussi à sauvegarder les œuvres d'art importantes de Lothal, dont celles de Sabine. Devant l'incompréhension d'Ezra, Thrawn lui annonce qu'il va bientôt rencontrer un nouveau maître pour apprendre l'importance du rôle du pouvoir dans la galaxie.
Dans le camp rebelle, Mart et ses compagnons se réveillent finalement et constatent que Thrawn est de retour sur Lothal. Mart leur confie qu'Ezra l'avait anticipé et qu'il lui avait donné une mission secrète si cela arrivait. Ils prennent alors le Ghost pour se mettre en orbite et envoyer un signal sur une vieille fréquence inutilisée.
Les rebelles finissent par prendre d'assaut le centre d'énergie et font face à une forte résistance impériale. C'est d'abord Melch qui est touché puis Gregor est abattu, mais Zed parvient à coincer Rukh au milieu des générateurs pendant que Kallus et Ketsu Onyo prennent les commandes du générateur.
Sur le Chimera, l’hologramme de l'Empereur accueille Ezra dans une reconstruction du temple Jedi de Lothal. A l'intérieur, il lui montre une vision dans laquelle il serait toujours avec ses parents et le pousse à choisir cette vie si heureuse. La tentation est grande pour Ezra mais il comprend qu'en rejoignant ses parents il abandonnerait la Rébellion à son sort et laisserait l'Empire gagner. Il finit donc par refuser et détruit via la Force le temple Jedi. Face à cet échec, Dark Sidious apparaît en hologramme et demande aux gardes impériaux d’éliminer le Jedi récalcitrant.
Au même moment, l'amiral Thrawn ordonne le bombardement final de Capital City. Mais les rebelles parviennent à temps à réactiver le générateur d'énergie, tuant ainsi Rukh. Le bouclier planétaire est alors déployé et la ville échappe de peu aux frappes aériennes impériales.
Alors qu'Ezra a rejoint finalement le pont de commandement du Chimera et tient en joue Thrawn, des objets non-identifiés apparaissent en orbite et détruisent les vaisseaux du blocus impérial. L'amiral perd ainsi contact avec son capitaine et le reste de sa flotte. Des purgills menés par le Ghost entrent dans l’atmosphère de Lothal et attaquent le Chimera. Les créatures s'accrochent au Destroyer et l'une d'entre elles perce les vitres du pont et étreint Thrawn avec ses tentacules.
Au sol, Hera et les autres rebelles sont spectateurs du plan surprise d'Ezra et lui demandent de quitter le vaisseau avant qu'il ne soit trop tard. Mais le Jedi leur délègue la responsabilité de la rébellion sur sa planète natale et les purgills repartent en hyper-espace, emmenant le Chimera avec eux.
La menace aérienne ainsi écartée, les rebelles peuvent reprendre leur plan original et lancent le décollage de la base impériale. Ils prennent ensuite la fuite et veulent emmener avec eux Pryce, mais celle-ci préfère rester fidèle à l'Empire et mourir avec ses hommes. Une fois la base dans les airs, Sabine active l'auto-destruction et la planète Lothal est enfin libérée de l'Empire.
Sur le Ghost, Chopper lance un message d'adieu enregistré par Ezra. Il a un mot pour chacun de ses compagnons et il insiste particulièrement sur le fait de pouvoir toujours compter sur Sabine, sans qu'elle ne sache ce que cela veut dire.
Quelques années plus tard, Zed a dévoilé à son ami Kallus l’existence de la planète Lira San et de sa colonie Lasat, Hera est toujours une rebelle aux commandes du Ghost avec son fils Jacen Syndulla comme membre de son équipage, et Sabine est restée sur la planète natale d'Ezra pour la protéger.
- L'épisode marque la première apparition des soldats de la Marine Impériale et des Gardes rouges impériaux dans la série. Contrairement aux films, les Gardes rouges ne portent pas leur cape.
- L'épisode marque également le retour des techniciens en armement impériaux dans la série. Contrairement à leurs précédentes apparitions, ils ne portent plus de combinaison grise, mais une noire comme dans les films.
- Durant l'attaque des Purrgil, le Grand Amiral Thrawn tente d'entrer en contact avec le Capitaine Pellaeon. Dans les romans de l'univers Légendes de Star Wars, plus précisément la saga La Croisade Noire du Jedi Fou, le Capitaine Pellaeon est le commandant en second de Thrawn.
- L'attaque des Purrgil sur la passerelle du Chimera fait référence à la prédiction faite par le Bendu à Thrawn dans la saison 3 : "Je vois ta défaite qui t’enlace comme une multitude de bras dans une étreinte glaciale".